# Kalophrynus anya
Espèce
Kalophrynus anya est une espèce d'amphibiens de la famille des Microhylidae.

## Répartition
Cette espèce est endémique de Birmanie. Elle se rencontre dans la région de Sagaing et l'État Kachin.

## Description
Les mâles mesurent de 34,0 à 41,3 mm et les femelles de 36,4 à 47,1 mm.

## Étymologie
Le nom spécifique anya vient du birman a-nya tha, qui désigne les habitants de la Haute-Birmanie, en référence à la distribution de cette espèce.

## Publication originale
- Zug, 2015 : Morphology and systematics of Kalophrynus interlineatus–pleurostigma populations (Anura: Microhylidae: Kalphryninae) and a taxonomy of the genus Kalophrynus Tschudi, Asian Sticky Frogs. Proceedings of the California Academy of Sciencies, sér. 4, vol. 6, no 5, p. 135–190.